# Liste der Bodendenkmäler in Rain (Lech)
Auf dieser Seite sind die Bodendenkmäler in der schwäbischen Stadt Rain zusammengestellt. Diese Tabelle ist eine Teilliste der Liste der Bodendenkmäler in Bayern. Grundlage ist die Bayerische Denkmalliste, die auf Basis des Bayerischen Denkmalschutzgesetzes vom 1. Oktober 1973 erstmals erstellt wurde und seither durch das Bayerische Landesamt für Denkmalpflege geführt wird. Die folgenden Angaben ersetzen nicht die rechtsverbindliche Auskunft der Denkmalschutzbehörde.

## Bodendenkmäler der Stadt Rain

### Bodendenkmäler in der Gemarkung Bayerdilling
| Lage                    | Objekt | Akten-Nr.     | Bild |
| ----------------------- | --- | ------------- | ---- |
| Bayerdilling (Standort) | Burgstall des Mittelalters.                                                                                        | D-7-7331-0049 |      |
| Bayerdilling (Standort) | Körpergräber des frühen Mittelalters.                                                                              | D-7-7331-0050 |      |
| Bayerdilling (Standort) | Siedlung vorgeschichtlicher Zeitstellung.                                                                          | D-7-7331-0051 |      |
| Bayerdilling (Standort) | Siedlung vor- und frühgeschichtlicher Zeitstellung.                                                                | D-7-7331-0052 |      |
| Bayerdilling (Standort) | Siedlung vor- und frühgeschichtlicher Zeitstellung.                                                                | D-7-7331-0053 |      |
| Bayerdilling (Standort) | Siedlung vor- und frühgeschichtlicher Zeitstellung.                                                                | D-7-7331-0054 |      |
| Bayerdilling (Standort) | Siedlung vor- und frühgeschichtlicher Zeitstellung.                                                                | D-7-7331-0055 |      |
| Bayerdilling (Standort) | Grabhügel vorgeschichtlicher Zeitstellung.                                                                         | D-7-7331-0058 |      |
| Bayerdilling (Standort) | Mittelalterliche und frühneuzeitliche Befunde im Bereich der Katholischen Pfarrkirche St. Michael in Bayerdilling. | D-7-7331-0191 |      |

### Bodendenkmäler in der Gemarkung Etting
| Lage              | Objekt | Akten-Nr.     | Bild |
| ----------------- | --- | ------------- | ---- |
| Etting (Standort) | Siedlung vor- und frühgeschichtlicher Zeitstellung.                                                                  | D-7-7331-0126 |      |
| Etting (Standort) | Mittelalterliche und frühneuzeitliche Befunde im Bereich der Katholischen Filialkirche St. Peter und Paul in Etting. | D-7-7332-0014 |      |
| Etting (Standort) | Mittelalterliche und frühneuzeitliche Befunde im Bereich der Katholischen Wallfahrtskirche St. Anna in Tödting.      | D-7-7332-0016 |      |

### Bodendenkmäler in der Gemarkung Gempfing
| Lage                | Objekt | Akten-Nr.     | Bild |
| ------------------- | --- | ------------- | ---- |
| Gempfing (Standort) | Siedlung der Linear- und Stichbandkeramik.                                                                                           | D-7-7331-0074 |      |
| Gempfing (Standort) | Siedlung oder Gräber der späten Bronzezeit.                                                                                          | D-7-7331-0075 |      |
| Gempfing (Standort) | Siedlung der römischen Kaiserzeit und Körpergräber des frühen Mittelalters.                                                          | D-7-7331-0076 |      |
| Gempfing (Standort) | Siedlung vor- und frühgeschichtlicher Zeitstellung.                                                                                  | D-7-7331-0077 |      |
| Gempfing (Standort) | Siedlung vor- und frühgeschichtlicher Zeitstellung.                                                                                  | D-7-7331-0078 |      |
| Gempfing (Standort) | Siedlung vor- und frühgeschichtlicher Zeitstellung.                                                                                  | D-7-7331-0079 |      |
| Gempfing (Standort) | Siedlung vor- und frühgeschichtlicher Zeitstellung.                                                                                  | D-7-7331-0080 |      |
| Gempfing (Standort) | Siedlung vor- und frühgeschichtlicher Zeitstellung.                                                                                  | D-7-7331-0081 |      |
| Gempfing (Standort) | Siedlung vor- und frühgeschichtlicher Zeitstellung.                                                                                  | D-7-7331-0082 |      |
| Gempfing (Standort) | Siedlung vor- und frühgeschichtlicher Zeitstellung.                                                                                  | D-7-7331-0083 |      |
| Gempfing (Standort) | Siedlung vor- und frühgeschichtlicher Zeitstellung.                                                                                  | D-7-7331-0084 |      |
| Gempfing (Standort) | Siedlung vor- und frühgeschichtlicher Zeitstellung.                                                                                  | D-7-7331-0085 |      |
| Gempfing (Standort) | Burgstall des Mittelalters. | D-7-7331-0086 |      |
| Gempfing (Standort) | Siedlung vor- und frühgeschichtlicher Zeitstellung.                                                                                  | D-7-7331-0087 |      |
| Gempfing (Standort) | Siedlung vor- und frühgeschichtlicher Zeitstellung.                                                                                  | D-7-7331-0137 |      |
| Gempfing (Standort) | Grabhügel vorgeschichtlicher Zeitstellung.                                                                                           | D-7-7331-0156 |      |
| Gempfing (Standort) | Mittelalterliche und frühneuzeitliche Befunde im Bereich der Katholischen Pfarrkirche St. Veit und der Friedhofskapelle in Gempfing. | D-7-7331-0194 |      |

### Bodendenkmäler in der Gemarkung Mittelstetten
| Lage                     | Objekt | Akten-Nr.     | Bild |
| ------------------------ | --- | ------------- | ---- |
| Mittelstetten (Standort) | Mittelalterliche und frühneuzeitliche Befunde im Bereich der Katholischen Filialkirche St. Georg in Mittelstetten. | D-7-7231-0214 |      |
| Mittelstetten (Standort) | Siedlung vor- und frühgeschichtlicher Zeitstellung.                                                                | D-7-7331-0064 |      |
| Mittelstetten (Standort) | Siedlung vor- und frühgeschichtlicher Zeitstellung.                                                                | D-7-7331-0065 |      |
| Mittelstetten (Standort) | Grabhügel vorgeschichtlicher Zeitstellung.                                                                         | D-7-7331-0066 |      |
| Mittelstetten (Standort) | Straße der römischen Kaiserzeit.                                                                                   | D-7-7331-0068 |      |

### Bodendenkmäler in der Gemarkung Oberpeiching
| Lage                    | Objekt | Akten-Nr.     | Bild |
| ----------------------- | --- | ------------- | ---- |
| Oberpeiching (Standort) | Straße der römischen Kaiserzeit. | D-7-7331-0026 |      |
| Oberpeiching (Standort) | Siedlung und Gräber der römischen Kaiserzeit.                                                                                       | D-7-7331-0027 |      |
| Oberpeiching (Standort) | Siedlung vor- und frühgeschichtlicher Zeitstellung.                                                                                 | D-7-7331-0028 |      |
| Oberpeiching (Standort) | Siedlung vor- und frühgeschichtlicher Zeitstellung.                                                                                 | D-7-7331-0029 |      |
| Oberpeiching (Standort) | Gräber vorgeschichtlicher Zeitstellung.                                                                                             | D-7-7331-0030 |      |
| Oberpeiching (Standort) | Siedlung vor- und frühgeschichtlicher Zeitstellung.                                                                                 | D-7-7331-0031 |      |
| Oberpeiching (Standort) | Siedlung vor- und frühgeschichtlicher Zeitstellung.                                                                                 | D-7-7331-0032 |      |
| Oberpeiching (Standort) | Siedlung vor- und frühgeschichtlicher Zeitstellung.                                                                                 | D-7-7331-0033 |      |
| Oberpeiching (Standort) | Siedlung vor- und frühgeschichtlicher Zeitstellung.                                                                                 | D-7-7331-0035 |      |
| Oberpeiching (Standort) | Siedlung vor- und frühgeschichtlicher Zeitstellung.                                                                                 | D-7-7331-0036 |      |
| Oberpeiching (Standort) | Grabhügel vorgeschichtlicher Zeitstellung.                                                                                          | D-7-7331-0037 |      |
| Oberpeiching (Standort) | Siedlung des Neolithikums, der Urnenfelderzeit, der Hallstattzeit und der Latènezeit, Gräber und Siedlung der römischen Kaiserzeit. | D-7-7331-0041 |      |
| Oberpeiching (Standort) | Brandgräber der Urnenfelderzeit, Siedlung und Gräber des Frühmittelalters.                                                          | D-7-7331-0042 |      |
| Oberpeiching (Standort) | Brücke der römischen Kaiserzeit. | D-7-7331-0141 |      |
| Oberpeiching (Standort) | Siedlung der späten Bronzezeit und der Hallstattzeit.                                                                               | D-7-7331-0165 |      |
| Oberpeiching (Standort) | Siedlung und Grabhügel vorgeschichtlicher Zeitstellung.                                                                             | D-7-7331-0166 |      |
| Oberpeiching (Standort) | Mittelalterliche und frühneuzeitliche Befunde im Bereich der Katholischen Filialkirche Mariae Heimsuchung in Oberpeiching.          | D-7-7331-0199 |      |
| Oberpeiching (Standort) | Mittelalterliche und frühneuzeitliche Befunde im Bereich der Katholischen Filialkirche St. Jakob in Unterpeiching.                  | D-7-7331-0201 |      |
| Oberpeiching (Standort) | Teilstück einer Straße der römischen Kaiserzeit, mit straßenbegleitenden Materialentnahmegruben.                                    | D-7-7331-0216 |      |

### Bodendenkmäler in der Gemarkung Rain
| Lage            | Objekt | Akten-Nr.     | Bild |
| --------------- | --- | ------------- | ---- |
| Rain (Standort) | Siedlung vor- und frühgeschichtlicher Zeitstellung. | D-7-7231-0115 |      |
| Rain (Standort) | Siedlung vor- und frühgeschichtlicher Zeitstellung. | D-7-7231-0116 |      |
| Rain (Standort) | Siedlung der Bronzezeit, der Hallstattzeit, der römischen Kaiserzeit und des frühen Mittelalters, Gräber des frühen Mittelalters.                                 | D-7-7331-0013 |      |
| Rain (Standort) | Siedlung vor- und frühgeschichtlicher Zeitstellung. | D-7-7331-0015 |      |
| Rain (Standort) | Siedlung vor- und frühgeschichtlicher Zeitstellung. | D-7-7331-0016 |      |
| Rain (Standort) | Abgegangene mittelalterliche Kapelle. | D-7-7331-0017 |      |
| Rain (Standort) | Siedlung vor- und frühgeschichtlicher Zeitstellung. | D-7-7331-0018 |      |
| Rain (Standort) | Straße der römischen Kaiserzeit. | D-7-7331-0019 |      |
| Rain (Standort) | Mittelalterliche Stadtbefestigung von Rain am Lech. | D-7-7331-0021 |      |
| Rain (Standort) | Siedlung vor- und frühgeschichtlicher Zeitstellung. | D-7-7331-0153 |      |
| Rain (Standort) | Frühneuzeitliche Stadtbefestigung von Rain am Lech. | D-7-7331-0167 |      |
| Rain (Standort) | Mittelalterliche und frühneuzeitliche Befunde im Bereich der befestigten Altstadt von Rain am Lech.                                                               | D-7-7331-0168 |      |
| Rain (Standort) | Mittelalterliche und frühneuzeitliche Befunde im Bereich der Katholischen Pfarrkirche St. Johannes Baptist und der Allerheiligenkapelle (Karner) in Rain am Lech. | D-7-7331-0198 |      |
| Rain (Standort) | Mittelalterliche und frühneuzeitliche Befunde im Bereich des Schlosses von Rain.                                                                                  | D-7-7331-0204 |      |
| Rain (Standort) | Befunde der frühen Neuzeit im Bereich der Friedhofskapelle St. Rochus in Rain und ihrer Vorgängerbauten.                                                          | D-7-7331-0205 |      |

### Bodendenkmäler in der Gemarkung Sallach
| Lage               | Objekt | Akten-Nr.     | Bild |
| ------------------ | --- | ------------- | ---- |
| Sallach (Standort) | Brandgräber der römischen Kaiserzeit.                                                                         | D-7-7331-0043 |      |
| Sallach (Standort) | Siedlung vor- und frühgeschichtlicher Zeitstellung.                                                           | D-7-7331-0044 |      |
| Sallach (Standort) | Grabenwerk vor- und frühgeschichtlicher Zeitstellung.                                                         | D-7-7331-0046 |      |
| Sallach (Standort) | Siedlung vor- und frühgeschichtlicher Zeitstellung.                                                           | D-7-7331-0047 |      |
| Sallach (Standort) | Siedlung vor- und frühgeschichtlicher Zeitstellung.                                                           | D-7-7331-0048 |      |
| Sallach (Standort) | Mittelalterliche und frühneuzeitliche Befunde im Bereich der Katholischen Filialkirche St. Ulrich in Sallach. | D-7-7331-0209 |      |

### Bodendenkmäler in der Gemarkung Staudheim
| Lage                 | Objekt | Akten-Nr.     | Bild |
| -------------------- | --- | ------------- | ---- |
| Staudheim (Standort) | Siedlung der römischen Kaiserzeit.                                                                             | D-7-7231-0101 |      |
| Staudheim (Standort) | Siedlung der Bronzezeit.                                                                                       | D-7-7231-0102 |      |
| Staudheim (Standort) | Siedlung der Latènezeit.                                                                                       | D-7-7231-0168 |      |
| Staudheim (Standort) | Mittelalterliche und frühneuzeitliche Befunde im Bereich der Katholischen Pfarrkirche St. Quirin in Staudheim. | D-7-7231-0216 |      |
| Staudheim (Standort) | Siedlung vor- und frühgeschichtlicher Zeitstellung.                                                            | D-7-7331-0071 |      |
| Staudheim (Standort) | Siedlung der römischen Kaiserzeit.                                                                             | D-7-7331-0072 |      |
| Staudheim (Standort) | Körpergräber des frühen Mittelalters.                                                                          | D-7-7331-0073 |      |
| Staudheim (Standort) | Straße der römischen Kaiserzeit.                                                                               | D-7-7331-0157 |      |

### Bodendenkmäler in der Gemarkung Wallerdorf
| Lage                  | Objekt | Akten-Nr.     | Bild |
| --------------------- | --- | ------------- | ---- |
| Wallerdorf (Standort) | Siedlung der Linearbandkeramik.                                                                                   | D-7-7331-0111 |      |
| Wallerdorf (Standort) | Siedlung vor- und frühgeschichtlicher Zeitstellung.                                                               | D-7-7331-0112 |      |
| Wallerdorf (Standort) | Siedlung vor- und frühgeschichtlicher Zeitstellung.                                                               | D-7-7331-0113 |      |
| Wallerdorf (Standort) | Siedlung der Münchshöfener Kultur.                                                                                | D-7-7332-0010 |      |
| Wallerdorf (Standort) | Siedlung der Linearbandkeramik und der Bronzezeit.                                                                | D-7-7332-0011 |      |
| Wallerdorf (Standort) | Brandgräber der römischen Kaiserzeit.                                                                             | D-7-7332-0012 |      |
| Wallerdorf (Standort) | Mittelalterliche und frühneuzeitliche Befunde im Bereich der Katholischen Pfarrkirche St. Nikolaus in Wallerdorf. | D-7-7332-0019 |      |
| Wallerdorf (Standort) | Abgegangene mittelalterliche Kapelle St. Agatha.                                                                  | D-7-7332-0022 |      |

### Bodendenkmäler in der Gemarkung Wächtering
| Lage                  | Objekt | Akten-Nr.     | Bild |
| --------------------- | --- | ------------- | ---- |
| Wächtering (Standort) | Körpergräber des frühen Mittelalters.                                                                             | D-7-7331-0089 |      |
| Wächtering (Standort) | Burgstall des Mittelalters.                                                                                       | D-7-7331-0090 |      |
| Wächtering (Standort) | Siedlung vor- und frühgeschichtlicher Zeitstellung.                                                               | D-7-7331-0091 |      |
| Wächtering (Standort) | Körpergräber des frühen Mittelalters.                                                                             | D-7-7331-0093 |      |
| Wächtering (Standort) | Mittelalterliche und frühneuzeitliche Befunde im Bereich der Katholischen Filialkirche St. Albanus in Wächtering. | D-7-7331-0211 |      |
| Wächtering (Standort) | Befunde der frühen Neuzeit im Bereich im Bereich der Katholischen Kapelle St. Leonhard in Nördling.               | D-7-7331-0213 |      |